# Anandalahari
Az anandalahari (szanszkrit: আনন্দলহরী); (bengáli:आनन्दलहरी) egy indiai kordofon hangszer. Általában táncokat kísérnek vele, ahol ritmusmegadásra és dallamjátszásra egyaránt használják. Emellett fontos részét képezi a heterodox baul szerzetesek szertartásainak is. 

## Elnevezése
Az anandalahari jelentése az "öröm hullámai". Ezenkívül még számos hangutánzó elnevezése is van, mint például a gubguba, a gabgubagub, a guba, a gopijantro, a gubgubbi, a premtal, a khamak, a khomok, a chonka, a jamidika, a jamuku és a bapang. 

## Felépítése

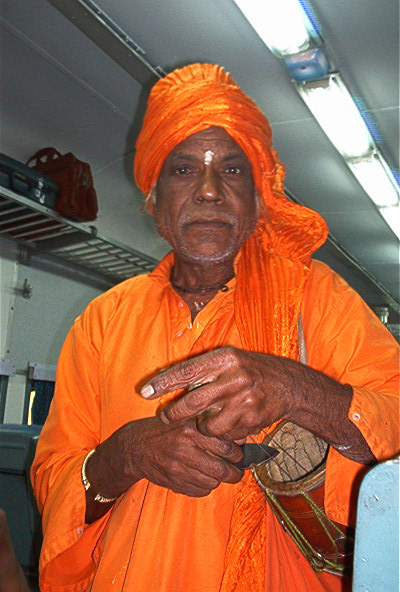
Egy anandalaharin játszó baul szerzetes.

Az anandalahari egy fából készült, hordó alakú hangszer.   Egyik oldala nyitott, amire egy bőrszalag segítségével egy vékony hártyát rögzítenek. A legújabb hangszerek felső részében már egy apró lyuk is megtalálható, de a régebbi változatokban ez még egyáltalán nem fordult elő. A húrt bambusszal vagy hasonló anyaggal a hordó aljához erősítik, a másik végét pedig egy apró rézedénybe rögzítik. 

## Használata
A hordót a bal hónuk alá veszik és a húrt a bal kezükben fogott rézedénnyel kifeszítik. Ezután a jobb kezükben tartott bot vagy tű segítségével pengetik, miközben a kifeszítettségen folyamatosan változtatva manipulálják a hangmagasságot.  

## Besorolása
Curt Sachs német zenetudós szerint az anandalahari és a hozzá hasonló hangszerek a pengetős membranofonok egy teljesen különálló, kizárólag Indiában megtalálható csoporthoz tartoznak. Később Laurence Picken britt etnomuzikológus és még sokan mások sikeresen bebizonyították, hogy ezek is kordofon hangszerek.

## Fordítás
Ez a szócikk részben vagy egészben  az   Anandalahari című angol Wikipédia-szócikk fordításán alapul.  Az eredeti cikk szerkesztőit annak laptörténete sorolja fel. Ez a jelzés csupán a megfogalmazás eredetét és a szerzői jogokat jelzi, nem szolgál a cikkben szereplő információk forrásmegjelöléseként.